# Per-Anders Hellqvist
Per-Anders Hellqvist, född 24 mars 1932 i Jönköping, död 28 september 2000 i Gustav Vasa församling i Stockholm, var en svensk författare, journalist, kritiker, radioproducent och musikskriftställare.

Hellqvist, som var son till civiljägmästare Fritz Hellqvist och Karin Hult, avlade studentexamen 1951 och studerade därefter musikvetenskap i Uppsala. Han var journalist på Aftonbladet 1954–1956, redaktionssekreterare på Nutida musik 1957–1960, musikrecensent på Svenska Dagbladet 1957–1967, blev informationschef vid statens försöksverksamhet med Rikskonserter 1967, var chef för fonogramavdelningen där 1972–1976, repertoarrådgivare (deltid) vid Rikskonserter 1976–1980, musikkrönikör i Stockholms-Tidningen 1981–1984 och frilansande musikjournalist, produktionschef och biträdande musikchef vid Sveriges Radio 1985–1988, producent där från 1988. Hellqvist var 1973 och 1975 värd för radioprogrammet Sommar i P1. Han är begravd på Gamla griftegården i Tranås.

## Radioproduktioner
- Makterna och musiken
- Alltid på en söndag
- Öronvittnet

## Priser och utmärkelser
- 1994 – Medaljen för tonkonstens främjande
- 1999 – Hedersdoktor vid historisk-filosofiska fakulteten på Uppsala universitet